# Thierry Doubaï
Thierry Tapé Doubaï (* 1. Juli 1988 in Yamoussoukro) ist ein ivorischer Fußballspieler. Seit der Saison 2015/16 spielt er für den Bne Jehuda Tel Aviv. Er spielt auf der Position des Mittelfeldspielers. Doubaï wurde beim Turnier von Toulon als bester Spieler geehrt.

## Karriere
Doubaï spielte zuerst bei AS Athlétic Adjamé, bevor er im August 2007 zum BSC Young Boys wechselte. Am 2. September 2007 lief er erstmals für die Berner Young Boys im Meisterschaftsspiel gegen den FC St. Gallen auf und konnte sich für die Startelf empfehlen.
Am 27. April 2008 zog sich Doubaï im Spiel gegen den FC Sion einen Kreuzbandriss zu. Durch diese Verletzung fiel er ungefähr sieben Monate aus. Im selben Monat wurde ein erneuter Riss des Kreuzbandes festgestellt, wodurch er ein weiteres halbes Jahr ausfiel. Im September 2009 gab er in einem Testspiel sein Comeback für YB. Nur wenig später kam er im Cupspiel gegen den FC Baden zu einem Pflichtspiel-Teileinsatz. Besonders in den Champions-League-Qualifikationsspielen gegen Fenerbahçe Istanbul und die Tottenham Hotspur anfangs der Saison 2010/11 fiel der junge Ivorer erneut durch gute Leistungen auf und bestätigte damit, dass er sich von seinem Kreuzbandriss wieder erholt hat.

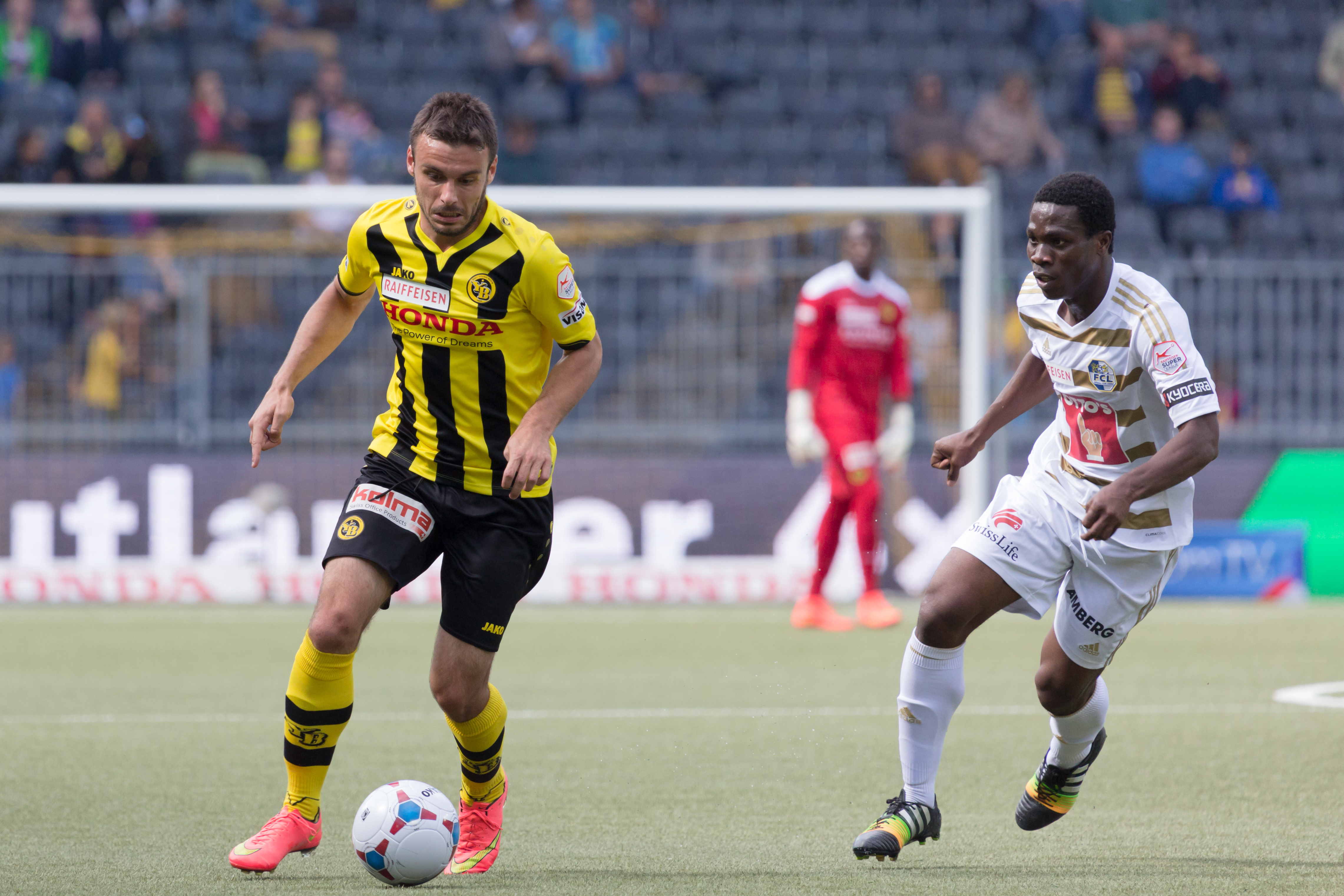
Doubaï, rechts, im Dress des FC Luzern

Im Juli 2011 wurde der Ivorer vom italienischen Erstligisten Udinese Calcio verpflichtet, wo er für fünf Jahre unterschrieb, ein Jahr später allerdings an den FC Sochaux ausgeliehen. Ab Saison 2014/15 spielte er für den FC Luzern und unterschrieb einen Zweijahresvertrag mit Option auf ein weiteres Jahr.
Der Vertrag mit dem FC Luzern wurde am 19. August 2015 aufgelöst und Doubai wechselte nach Israel zu Bne Jehuda Tel Aviv. Seit 2017 spielt er wieder in der Heimat.